# Тогон-Тэмур
Тогон-Тэмур (монг. Тогоонтөмөр; 25 мая 1320 — 23 мая 1370) — последний император монгольской империи Юань (китайское храмовое имя — Шунь-ди; кит. трад. 順帝, упр. 顺帝, пиньинь Shùndì, или император Хуэйцзун; кит. упр. 惠宗, пиньинь Huìzōng); девизы правления — Чжишунь (1333), Юаньтун (1333—1335), Чжиюань (1335—1340), Чжичжэн (1340—1368), Чжиюань (1368—1370), пятнадцатый каган Монгольской империи (монгольское храмовое имя — Ухагату-хаган; среднемонг.: Uqaɤantu qaɤan, монг. Ухаант хаан — «Обладающий умом»). 
Его правление характеризовалось продолжением борьбы монгольской знати между собой и подъёмом ханьских народных восстаний. При нём в 1368 году монголы были изгнаны из Китая, где была провозглашена новая династия Мин.

## Биография

### До правления
Тогон-Тэмур родился в семье Хошилы, когда тот эвакуировался в Центральную Азию.
После междоусобицы, разразившейся после смерти юаньского императора Есун-Тэмура, Тогон-Тэмур последовал за отцом через Монголию в Шанду. После смерти Хошилы, когда трон снова занял его брат Туг-Тэмур, Тогон-Тэмур был удалён от двора и сослан в Корё, а затем в Гуанси.
В 1332 году умер Туг-Тэмур. Его вдова Будашири, в обход сына самого Туг-Тэмура, Эл-Тэгуса, призвала на трон сына Хошилы Иринджибала, а когда тот через два месяца умер — старшего брата Иринджибала, Тогон-Тэмура. Регент Эль-Тэмур настаивал на воцарении Эл-Тэгуса, но Будашири вновь не согласилась, и Тогон-Тэмур был призван из Гуанси.
Эль-Тэмур из страха перед обвинением в соучастии в предполагаемом убийстве отца Тогон-Тэмура, Хошилы, отложил интронизацию на полгода. Весной 1333 года Эль-Тэмур умер, и летом подросток Тогон-Тэмур взошёл на трон.

### Правление
Согласно китайским источникам, Тогон-Тэмур проводил значительное время на охоте, занимался сексуальными практиками, а также конструировал механические приспособления в дворцовом саду, так как увлекался механикой. Страной правили государственные канцлеры. Из канцлеров наиболее значительны были две фигуры: Баян и его племянник Тогто, из племени меркит. Баян устранил оппозицию юному императору, затем закрыл Академию Ханьлинь и отменил экзамены на должность, а в 1340 году был казнён в результате интриг. Тогто проявил себя как активный политик: возобновил экзаменацию, снизил налоги и продолжил строительство Великого канала. Когда в 1355 году он также был казнён в результате интриг при дворе, центральная власть потеряла контроль над страной. Ряд монгольских полководцев на севере вели независимую политику (в том числе Болод-Тэмур, Цаган-Тэмур и Хух-Тэмур).
Примерно в 1338—1349 к Тогон-Тэмуру в качестве посла Делийского султаната (султана Мухаммеда Туглака) совершил путешествие знаменитый арабский путешественник Ибн Баттута.
Во второй половине правления Тогон-Тэмура страна перенесла ряд наводнений, массовый голод, эпидемии. В области государственной политики появилось недовольство инфляцией и принудительными работами (в том числе и на постройке канала). Это послужило подъёму национально-освободительного движения на основе эсхатологических настроений. 

#### Восстание красных повязок
В 1351 году национально-освободительное движение вылилось в Восстание красных повязок. В 1356 году один из вождей повстанцев, Чжу Юаньчжан (будущий император Хунъу) занял Нанкин и создал государственный аппарат, распространив свою власть на юге Китая и устранив конкурентов. После этого междоусобицы среди монгольских владык на севере Китая в 1360 годах обратили на себя внимание Чжу Юаньчжана.

#### Отступление на север
Объединившиеся повстанческие группы в южной части Китая создали новую династию, с основателем Чжу Юаньчжаном, и проводили военные экспедиции в Северный Китай. Войска Тэмура вынуждены были отступать к Хэбэю. В 1368 году под ударами войск Пекин пал, Тогон-Тэмур с супругой и двором бежал в северную столицу династии, Шанду. В том же году Чжу Юаньчжан перенёс свою столицу из Нанкина в Пекин и провозгласил себя императором династии Мин.
В 1369 году, когда и Шанду попал под контроль Мин, Тогон-Тэмур бежал на север, в Инчан (кит. 应昌), расположенный в южной части Монголии, где в 1370 году и умер. Его сын Аюширидара сразу же вступил на престол, провозгласив эру Северной Юань.
На момент смерти Тогон-Тэмура Монгольская империя сохраняла своё влияние от Японского моря до Алтая. Мин дал Тогон-Тэмуру посмертное имя «Шанди». Юань построили храм в его честь. В юго-западном Китае самозванец «царевич Лян» создал монгольское движение сопротивления в Юньнани и Гуйчжоу. На севере ханы-чингизиды правили Монголией, утвердив своё правопреемство от Монгольской империи.

## Религия

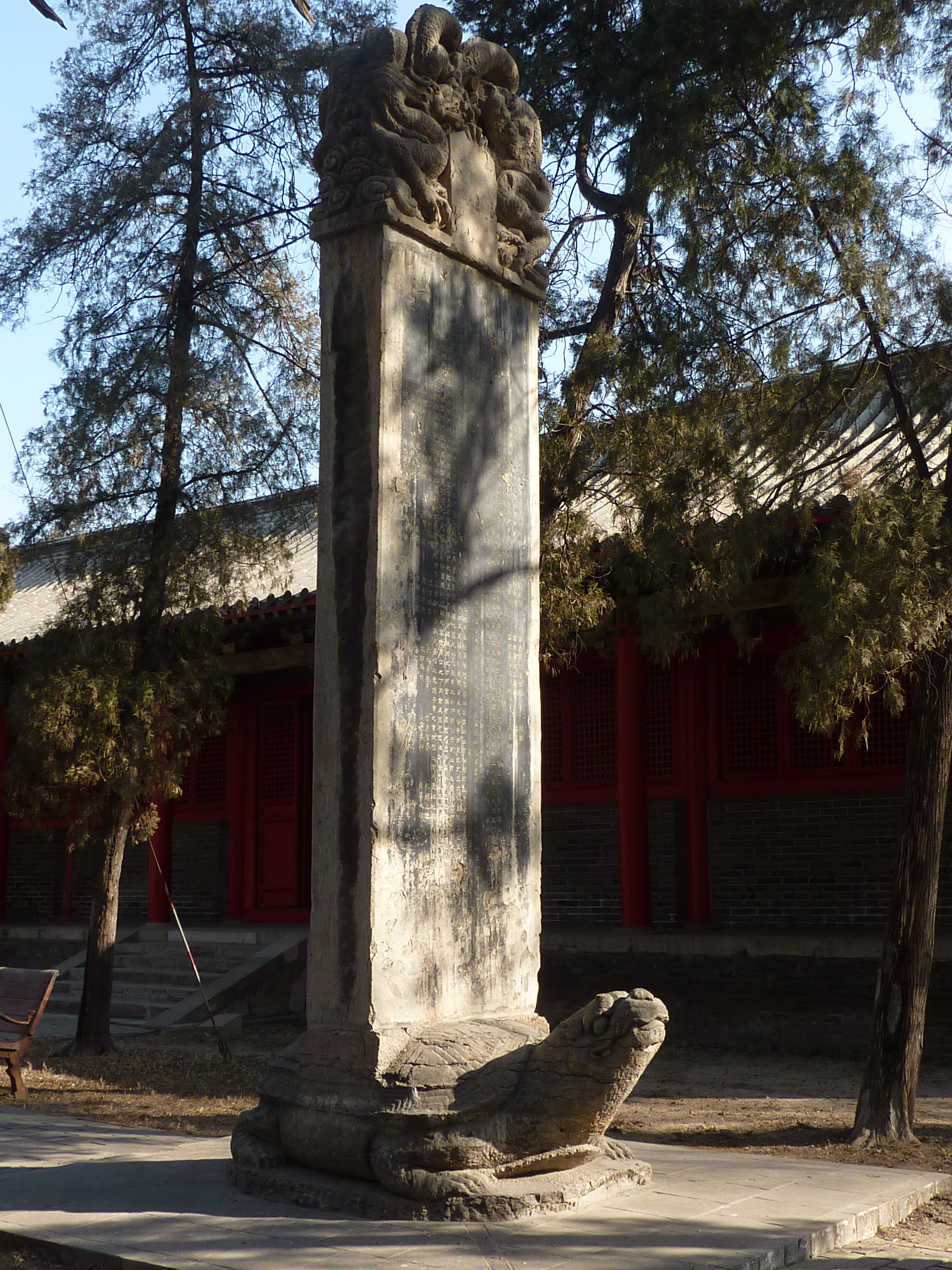
Памятник-черепаха в честь перестройки храма Янь Хуэя в Цюйфу при Тогон-Тэмуре (9 год эры Чжичжэн, то есть 1349 г. н. э.), с текстом по-монгольски (квадратным письмом) и по-китайски

Тогон-Тэмур исповедовал тибетский буддизм, был учеником Кармап и практиковал буддийскую тантру. Согласно истории линии Кармап, Кармапа III Рангджунг Дордже посетил Пекин, чтобы принять участие в коронации своего ученика. Он дал ему эликсир долгой жизни, за которым специально ездил в Самье. Согласно тибетским источникам, этот эликсир позволил Тогон-Тэмуру прожить дольше, чем всем остальным императорам династии Юань. Следующий Кармапа, Ролбий-Дордже (1340—1383) в 19 лет был приглашён Тогон-Тэмуром ко двору, три года был наставником императора и учредил в Китае множество монастырей. В школе Карма Кагью Тогон-Тэмур считается одним из предыдущих перерождений линии Тай Ситупы, приближённого к Кармапе тулку.

## Семья
Первой женой являлась императрица Данашили. После смерти её он женился на тринадцатилетней императрице Баян-хутуг, которая так же родила ему сына, но он скончался в 2 года.
Императрицей Тогон-Тэмура и матерью его наследника Аюширидара была знатная кореянка, известная как императрица Ки.

## Память
- Монгольская летопись «Эрдэнийн товч» включают стихотворение, известное как «Плач Тогон-Тэмура».
- Про Юнлэ, императора династии Мин, широко использовавшего монгольские войска для усиления своей власти, среди монголов распространялась легенда о том, что настоящий отец Юнлэ — Тогон-Тэмур, а мать была захвачена Чжу Юаньчжаном, уже будучи беременной. Эта легенда отражена в монгольской летописи XVII века Алтан Тобчи.
- Статуя Тогон-Тэмура расположена в Отеле Монголия[англ.] в Улан-Баторе.

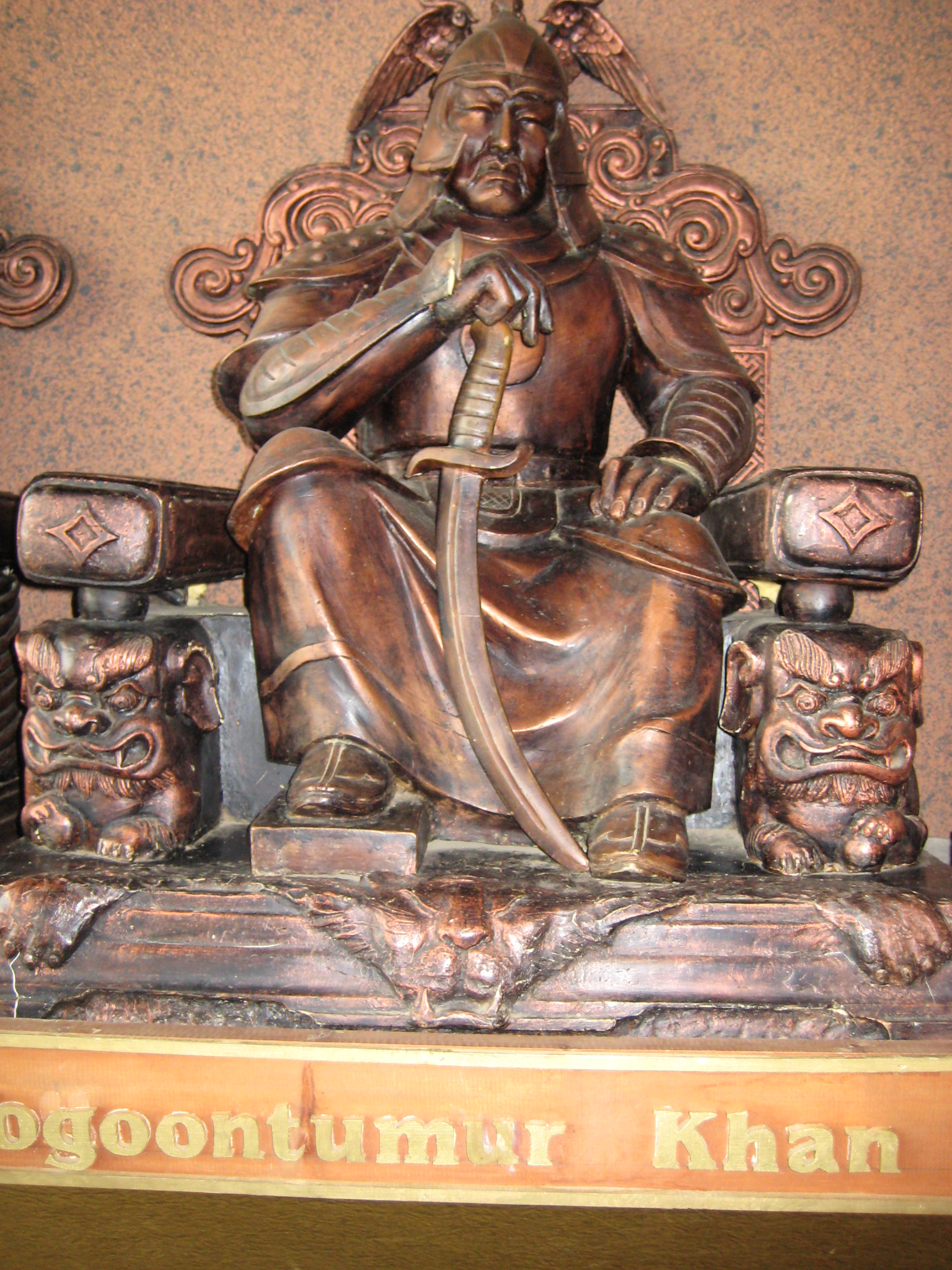
Статуя Тогон-Тэмура

## Образ в культуре

### В кино
- «Императрица Ки» (2013—2014) — южнокорейский телесериал, в роли Тогон-Тэмура — Чжи Чан Ук (Ji Chang Wook | 지창욱), но факты истории и биографии в сериале были искажены в художественных целях.